# Maserati Birdcage 75th
El Maserati Birdage 75th és un prototip d'automòbil superesportiu creat per la marca italiana Maserati, en col·laboració amb les marques Pininfarina i Motorola. El Birdcage es va fer pel 70 aniversari de la marca Maserati, a més d'homentatjar els campionats de velocitat Le Mans dels anys 1950 i 1960. La paraula Birdcage vol dir en anglès "gàbia d'ocells". Fou presentat l'any 2005 al Festival de Velocitat de Goodwood.

## Característiques
El Maserati Birdcage posseeix una caixa de canvis semiautomàtica amb sis marxes. Té abast per arribar als 300 km/hora i té 700 Hp. Mostra una combinació perfecta d'una gota d'aigua i d'una ala invertida: l'aerodinàmica forma resultant compta amb 4,656 metres de longitud, amb 2,2 metres d'amplada i 1,09 metres d'altura. Explota la base mecànica oferida per la màquina amb més potència de Maserati, el MC12, amb el seu motor de dotze cilindres en V, cilindrada de 6000cc a més de 700 cavalls de potència. El Maserati Birdcage és capaç d'accelerar de 0 s 100 km/h en tan sols 3,8 segons, de 0 a 200 en 9,9 segons i de cobrir 1.000 metres amb sortida parada en només 20,1 segons.